# Tomas Žvirgždauskas
Tomas Žvirgždauskas (født 18. marts 1975 i Vilnius, Sovjetunionen) er en litauisk tidligere fodboldspiller (forsvarer).
Žvirgždauskas startede sin karriere hos Zalgiris i hjemlandet, og spillede senere blandt andet for Næstved i Danmark og polske Widzew Lodz. Han sluttede sin karriere med et hele ti år langt ophold hos Halmstad i den svenske liga.
For Litauens landshold spillede Žvirgždauskas desuden 56 kampe i perioden 1998-2011. Han nåede dog aldrig at repræsentere sit land ved hverken en EM- eller VM-slutrunde.